# Propoxur
Propoxur (ISO-naam) is een insecticide en acaricide uit de stofklasse der carbamaten. In zuivere toestand is het een wit kristallijn poeder, die slecht oplosbaar is in water. Bayer bracht het rond 1960 op de markt.

## Werking
Propoxur is een niet-systemisch pesticide, dat werkt door contact met of inname (maaggif) door de insecten.

## Toepassingen
Propoxur werd in het verleden in de land- en tuinbouw gebruikt (merknaam: Undeen), tegen onder andere bladluizen, maar deze toepassing is inmiddels niet meer toegelaten in de Europese Unie. Het wordt ook gebruikt in plantensprays voor binnenhuis (merknaam: Lizetan) en als middel tegen vlooien bij honden en katten. Andere merknamen zijn of waren onder meer Blattanex (spray tegen bijvoorbeeld kakkerlakken, mieren en wespen), Sendran en Baygon. Veel van deze producten bevatten nog andere actieve stoffen naast propoxur.

## Regelgeving
Propoxur mag in de Europese Unie niet meer gebruikt worden als insecticide in de land- en tuinbouw. Ook als biocide (voor niet-landbouwgebruik, bijvoorbeeld tegen vlooien bij honden en katten) is propoxur niet toegelaten in de Europese Unie.

## Toxicologie en veiligheid
Propoxur heeft een hoge acute orale toxiciteit bij ratten en vogels, en is matig toxisch voor vissen en zeer toxisch voor ongewervelde waterdieren. Propoxur is ook zeer giftig voor bijen en hommels.
Het kan in het lichaam opgenomen worden via de huid. Het is een cholinesterase-inhibitor, waardoor het effecten kan hebben op het zenuwstelsel. Blootstelling kan leiden tot ademhalingsfalen, stuiptrekkingen, bewusteloosheid en kan eventueel dodelijk zijn.
Van propoxur is aangetoond dat het carcinogeen is bij proefdieren, maar de relevantie hiervan voor mensen is onbekend.